# Komedo

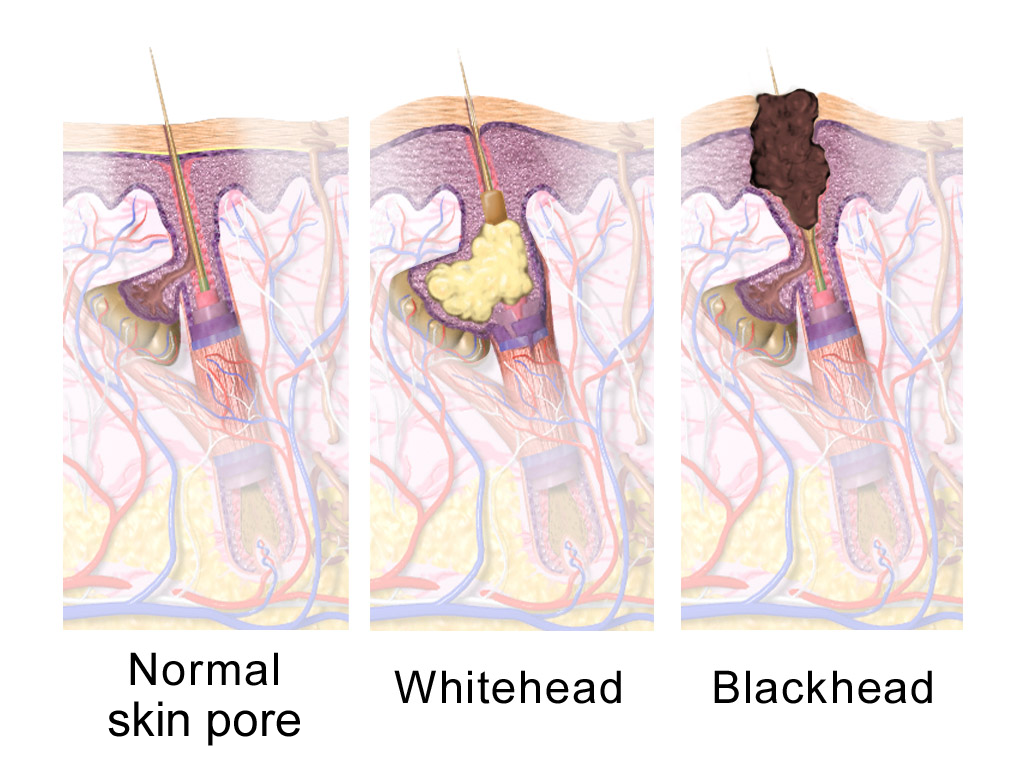
Links eine normale Talgdrüse, mittig ein entstehender geschlossener Komedo und rechts ein offener Komedo (Blackhead)

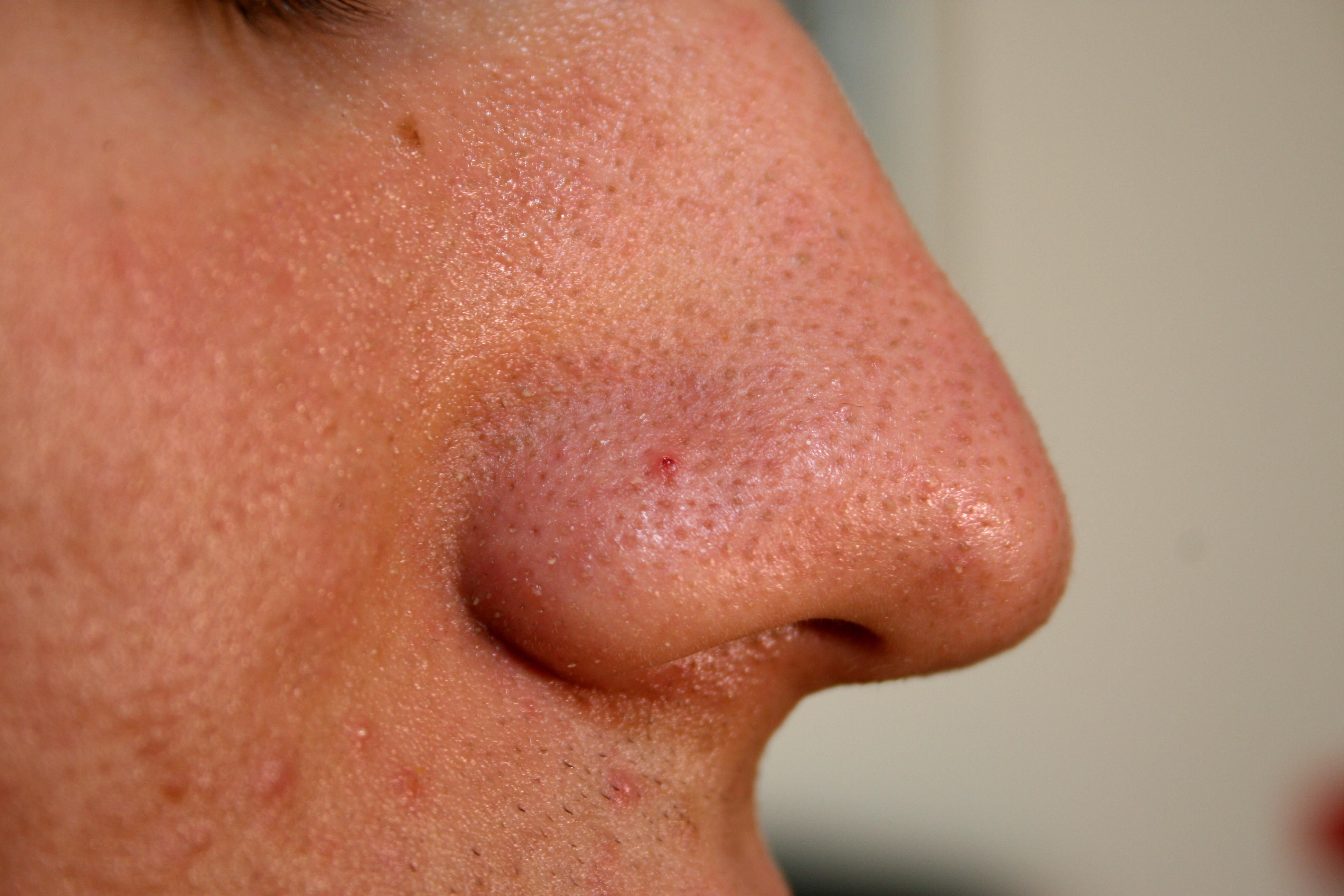
Komedonen im Bereich des Nasenflügels

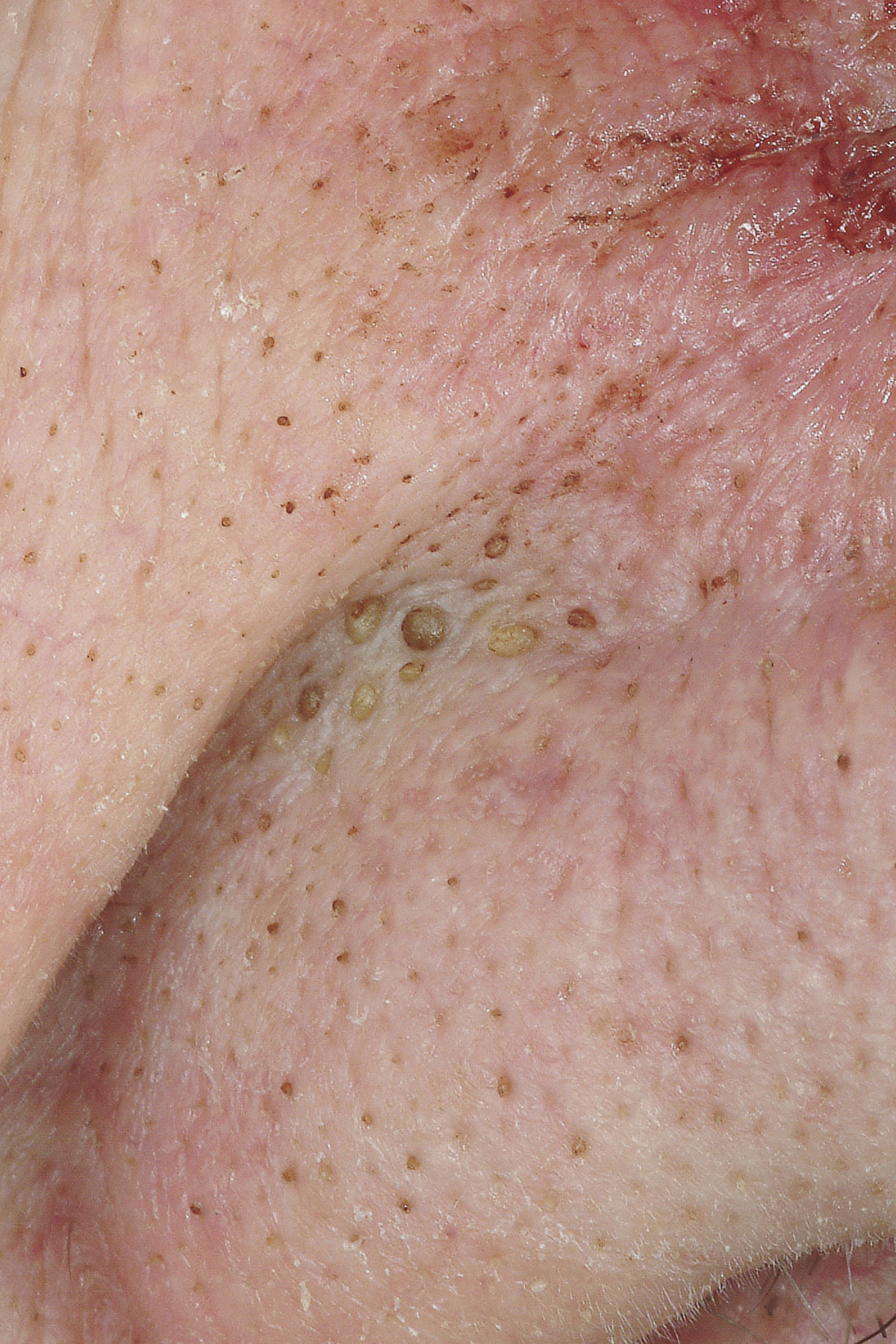
Makroaufnahme von Komedonen im Bereich des Nasenflügels

Ein Komedo (Plural Komedonen; lateinisch comedo, von lateinisch comedere ‚essen‘, ‚mitessen‘, ‚verzehren‘), deutsch auch Mitesser, ist ein sich schwärzlich verfärbender fettiger Pfropf, der die Öffnung einer in der Haut befindlichen Talgdrüse verstopft. Der Komedo ist die primäre Effloreszenz der Akne. Früher wurden die Mitesser als Zehrwürmer und Dürrmaden bezeichnet.
Ein Komedo entsteht, wenn der Kanal des Talgdrüsenfollikels infolge übermäßiger Verhornung, der Hyperkeratose, verstopft wird. Hornlamellen verdichten sich zu einem Pfropfen, der den Ausgang des Follikelkanals vollständig verschließt. Durch den eingelagerten Farbstoff Melanin in Verbindung mit dem Sauerstoff der Luft kann sich der Verschluss dunkel färben, er oxidiert.
Sie kommen vorwiegend in der T-Zone (Stirn, Nase, Kinn) vor, bei fettiger Haut oft im ganzen Gesicht.
Kennzeichen für die Acne comedonica ist das Vorhandensein von Komedonen. Diese können häufig, etwa während der Pubertät, über Monate und Jahre bestehen bleiben. Hier unterscheidet man zwischen offenen und geschlossenen Komedonen. Bei den geschlossenen Komedonen ist der Follikelausgang verschlossen, es schimmert eine weißliche Papel durch, der Talg-Horn-Pfropf. Sie neigen zur Entzündung und zu einer eitrigen Einschmelzung, da der Druck nicht nach außen entweichen kann, und es entsteht dann eine Pustel. Da die Entzündungsbereitschaft hoch ist, wird auch von einer Unterlagerung gesprochen. Die offenen Komedonen sind gelb und die Follikelöffnung klafft auf, es ist ein schwarzer Kopf sichtbar. Hierbei handelt es sich nicht um Schmutz, wie vielfach vermutet wird, sondern um einen durch Sauerstoff oxidierten Horn-Lipid-Pfropf.
Differentialdiagnostisch abzugrenzen ist das Steatocystoma multiplex.

## Therapie
Viele Hautärzte warnen davor, Komedonen auszudrücken. Es besteht die Gefahr, einen Teil der Bakterien dabei tiefer in die Haut zu drücken und somit den Weg zur Bildung ausgedehnter Abszesse zu bereiten.
Zur Entfernung von Komedonen bieten verschiedene Hersteller keratolytische Clear-Up-Strips an. Diese pflasterähnlichen Streifen sollen die Pfropfen lösen und die verhornte Haut komplett entfernen. In einem Test der Zeitschrift Öko-Test aus dem Jahr 1999 schnitten die Strips schlecht ab. So seien bei den „meisten […] nicht einmal die Schüppchen, die mit einem einfachen Peeling weggehen würden“, entfernt, sondern vielmehr „nur ein paar Härchen“ herausgerissen worden. Zudem wurde die Unbedenklichkeit der teilweise enthaltenen Wirkstoffe bezweifelt.
Weitere Möglichkeiten zur Bekämpfung von Mitessern sind Produkte, die Salicylsäure, Adapalen und/oder Benzoylperoxid enthalten. Salicylsäure hilft dabei, die Poren zu öffnen, damit der überschüssige Talg aus den Poren entweichen kann, indem sie die oberste Hautschicht ablöst. Adapalen und Benzoylperoxid wirken ähnlich.
Ein weiteres Hilfsmittel gegen Mitesser sind Salben mit hohem Zinkoxid-Anteil, da sie Abwehr- und Heilungsprozesse an den entzündeten Hautstellen aktivieren. Am effektivsten sind meistens professionelle Behandlungen durch Dermatologen und Kosmetiker. Dabei werden mit einer Lanzette die verstopften Talgdrüsenfollikel geöffnet, sodass die Komedonen von körpereigenen Fresszellen abgebaut werden können.

## Etymologie, geschichtlicher Hintergrund
Der erstmals 1691 im Wörterbuch Der Teutschen Sprache Stammbaum und Fortwachs oder Teutscher Sprachschatz des Sprachwissenschaftlers Kaspar von Stieler erschienene Ausdruck Mitesser verweist auf die bis ins 19. Jahrhundert verbreitete Überzeugung, Erkrankungen seien vorwiegend auf Parasiten zurückzuführen. Infolgedessen sprach man auch bei Komedonen von Schmarotzern, Zehrwürmern oder Dürrmaden, die sich Blutegeln ähnlich am Körper festsaugen, einnisten und von Körpersekreten leben würden.